# Karl Brockmann
Karl Brockmann (17 de Outubro de 1914 - 31 de Julho de 1942) foi um comandante de U-Boot que serviu na Kriegsmarine durante a Segunda Guerra Mundial.